# CXCL10
CXCL10‏ (C-X-C motif chemokine ligand 10) هوَ بروتين يُشَفر بواسطة جين CXCL10 في الإنسان.